# Brand New Morning
Brand New Morning je třinácté studiové album britské melodicky rockové skupiny Magnum, vydané v roce 2004.

## Seznam skladeb
Všechny skladby napsal(i) Tony Clarkin. 
| Brand New Morning | Brand New Morning          | Brand New Morning |
| Pořadí            | Název                      | Délka             |
| ----------------- | -------------------------- | ----------------- |
| 1.                | Brand New Morning          | 6:17              |
| 2.                | It’s Time to Come Together | 4:37              |
| 3.                | We All Run                 | 4:53              |
| 4.                | The Blue and the Grey      | 5:54              |
| 5.                | I’d Breathe for You        | 6:27              |
| 6.                | The Last Goodbye           | 6:28              |
| 7.                | Immigrant Son              | 5:35              |
| 8.                | Hard Road                  | 5:21              |
| 9.                | The Scarecrow              | 9:50              |
| 10.               | Dreamland                  | 5:37              |

Pozn.: Píseň „Dreamland“ je jako bonus na japonské verzi.

## Sestava
- Tony Clarkin – kytara
- Bob Catley – zpěv
- Al Barrow – baskytara
- Mark Stanway – klávesy
- Harry James – bicí